# کووکووو
کووکووو (به لهستانی:  Kłokowo) یک روستا در لهستان است که در گمینا پووچن-زدروی واقع شده‌است.
 کووکووو  ۱۲۰ نفر جمعیت دارد.